# Parapsyra
Parapsyra is een geslacht van rechtvleugeligen uit de familie sabelsprinkhanen (Tettigoniidae). De wetenschappelijke naam van dit geslacht is voor het eerst geldig gepubliceerd in 1914 door Carl.

## Soorten
Het geslacht Parapsyra omvat de volgende soorten:
- Parapsyra brevicauda Liu, 2011
- Parapsyra fuscomarginalis Liu & Kang, 2006
- Parapsyra hyalina Karny, 1926
- Parapsyra laticauda Karny, 1926
- Parapsyra midcarina Liu & Kang, 2006
- Parapsyra muricetincta Karny, 1926
- Parapsyra nigrocornis Liu & Kang, 2006
- Parapsyra nigrovittata Xia & Liu, 1992
- Parapsyra notabilis Carl, 1914